# Unterpräfektur Rumoi

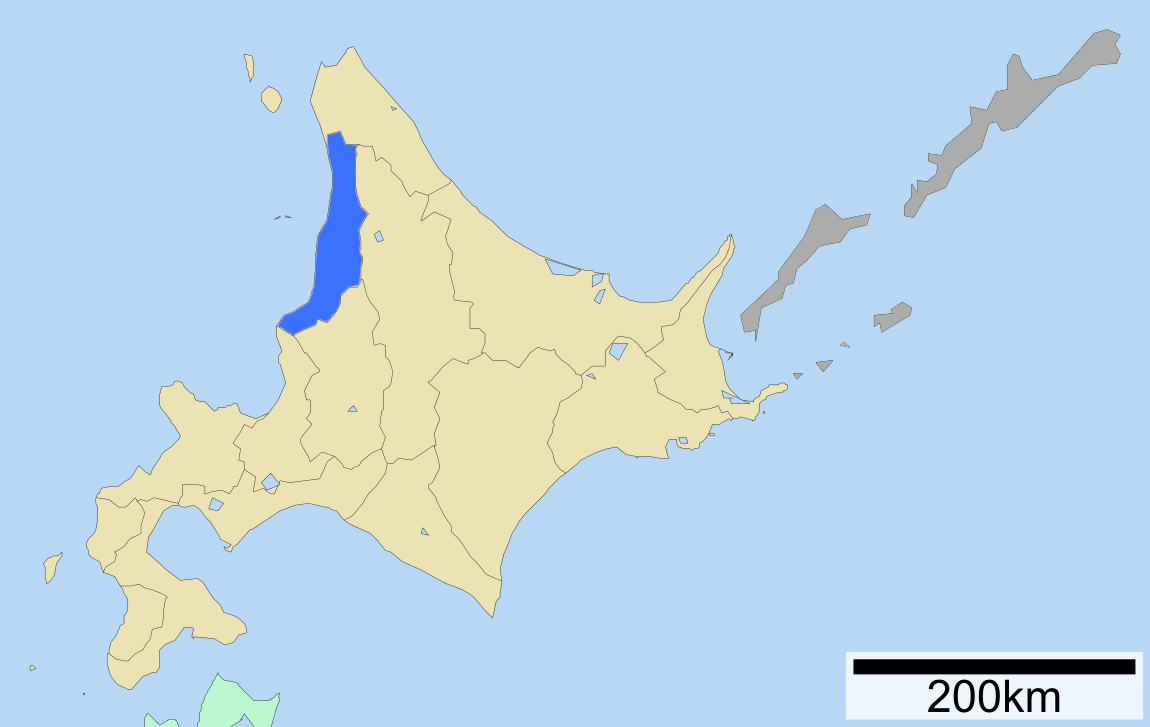
Lage der Unterpräfektur Rumoi

Rumoi (jap. 留萌振興局, Rumoi-shinkō-kyoku) ist eine Unterpräfektur der Präfektur Hokkaidō. Sie hat eine Fläche von 4.019,97 km² und eine Einwohnerzahl von 61.488 (Stand: 2005).

## Geschichte
1897 wurde die Unterpräfektur Mashike (増毛支庁, Mashike-shichō) mit Verwaltungssitz in Mashike eingerichtet. 1914 wird der Verwaltungssitz nach Rumoi verlegt und die Unterpräfektur in Unterpräfektur Rumoi (留萌支庁, Rumoi-shichō) umbenannt.
Am 20. Oktober 1948 wurde das Dorf Toyotomi im Landkreis Teshio der Unterpräfektur Sōya zugeschlagen.
Bei der Neugliederung von Hokkaidō zum 1. April 2010 erfolgte die Umbenennung in Rumoi-shinkō-kyoku sowie die administrative Unterordnung unter die Unterpräfektur Kamikawa. Dabei wurde die Gemeinde Horonobe im Landkreis Teshio der Unterpräfektur Sōya zugeschlagen.

## Verwaltungsgliederung

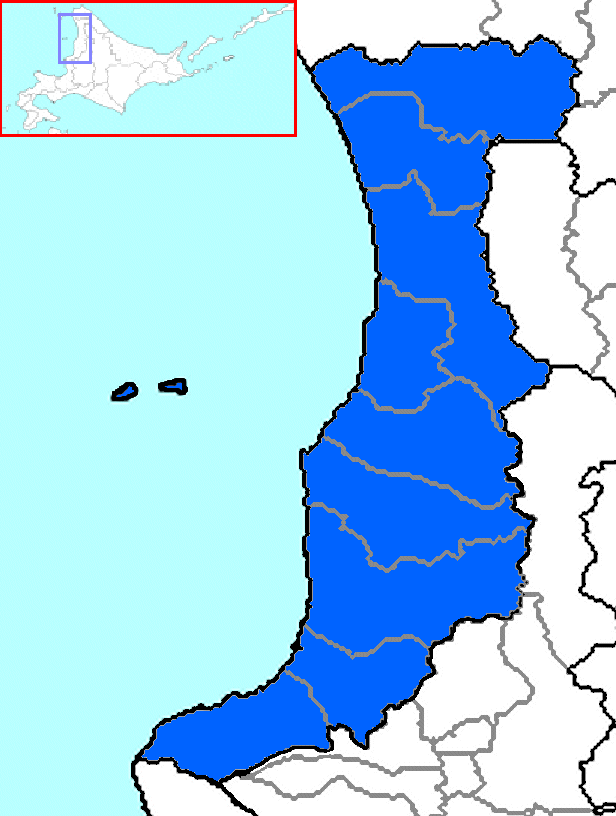
Gemeinden der Unterpräfektur Rumoi (mit Horonobe)

### Großstädte (市,shi)
- Sitz der Unterpräfekturverwaltung: Rumoi

### Landkreise (郡,gun)
Liste der Landkreise der Unterpräfektur Rumoi, sowie deren Städte (町, chō) und Dörfer (村, mura).
- Mashike
  - Mashike
- Rumoi
  - Obira
- Tomamae
  - Tomamae
  - Haboro
  - Shosambetsu
- Teshio
  - Embetsu
  - Teshio